# 东林站
東林站（朝鲜语：／ Tongrim yŏk */?）是朝鮮民主主義人民共和國平安北道东林郡的一個鐵路車站，属于平义线和铁山线。

## 邻近车站
平义线
清江站 - 東林站 - 盐州站
铁山线
東林站 - 东川站